# Fútbol en los Juegos Asiáticos de 1990
El fútbol en los Juegos Asiáticos de 1990 se celebró en Pekín, China, del 27 de septiembre al 6 de octubre de 1990. Por primera vez, se incluyó una rama femenina.

## Medallistas
| Evento  | Oro | Plata | Bronce |
| ------- | --- | --- | --- |
| Hombres | Irán Ahmad Reza Abedzadeh Javad Zarincheh Mojtaba Moharrami Mehdi Fonounizadeh Mohammad Panjali Sirous Ghayeghran Morteza Kermani Moghaddam Shahrokh Bayani Mehdi Abtahi Samad Marfavi Nasser Mohammadkhani Shahin Bayani Mohsen Ashouri Reza Hassanzadeh Nader Mohammadkhani Ali Eftekhari Farshad Pious Majid Namjoo-Motlagh Mohammad Hassan Ansarifard Behzad Gholampour | Corea del Norte Kim Chi-won Kim Kwang-min O Yong-nam Kim Kyong-il Jong Yong-man Kim Jong-man Han Hyong-il Yun Chol Yun Jong-su Kim Yun-chol Ri Jong-man Tak Yong-bin Kim Yong-nam Jo In-chol Choi Yong-son Ryu Song-gun Pang Gwang-chol Kim Chung Kim Jong-song Kim Pung-il | Corea del Sur Choi In-young Park Kyung-hoon Chung Jong-soo Yoon Deok-yeo Chung Yong-hwan Kim Sang-ho Lee Young-jin Kim Pan-keun Hwangbo Kwan Kim Joo-sung Byun Byung-joo Noh Jung-yoon Jung Kwang-seok Choi Soon-ho Kim Poong-joo Ko Jeong-woon Gu Sang-bum Hwang Sun-hong Seo Jung-won Hong Myung-bo |
| Mujeres | China Chen Xia Gu Pingjuan Li Sa Li Xiufu Liu Ailing Ma Li Niu Lijie Sun Qingmei Tang Kunyuan Wei Haiying Wen Lirong Wu Weiying Zhang Yan Zheng Maomei Zhong Honglian Zhou Hua Zhou Yang Zhu Tao | Japón Etsuko Handa Kazuko Hironaka Midori Honda Mayumi Kaji Futaba Kioka Kyoko Kuroda Michiko Matsuda Tomoko Matsunaga Yuriko Mizuma Kaori Nagamine Akemi Noda Megumi Sakata Masae Suzuki Yoko Takahagi Asako Takakura Takako Tezuka Yumi Watanabe Sayuri Yamaguchi         | Corea del Norte Hong Kum-suk Im Hyon-suk Ju Jong-ae Kim Gwang-suk Kim Hye-ran Kim Kum-sil Kim Myong-suk Kim Tak-sun Pak Un-suk Ri Ae-gyong Ri Chu-wol Ri Hong-sil Ri Kyong-ae Rim Sun-bong Sin Yong-suk Suk Yu-ran Yang Mi-sun                                                                        |

## Hombres

### Equipos participantes
En cursiva, los debutantes en fútbol masculino en los Juegos Asiáticos.
| Equipos participantes | Equipos participantes | Equipos participantes | Equipos participantes |
| --------------------- | --------------------- | --------------------- | --------------------- |
| Arabia Saudita        | Corea del Sur         | Irán                  | Singapur              |
| Bangladés             | Hong Kong             | Japón                 | Tailandia             |
| Catar                 | India                 | Kuwait                | Yemen                 |
| China                 | Indonesia             | Malasia               |                       |
| Corea del Norte       | Irak                  | Pakistán              |                       |

Los equipos fueron sorteados según su clasificación final en los Juegos Asiáticos de 1986.
| Grupo A       | Grupo B   | Grupo C   | Grupo D         |
| ------------- | --------- | --------- | --------------- |
| Corea del Sur | Indonesia | Kuwait    | Arabia Saudita  |
| Irak          | China     | Irán      | Catar           |
| Malasia       | Tailandia | Japón     | Corea del Norte |
| India         | Singapur  | Hong Kong | Bangladés       |
|               | Pakistán  |           | Yemen           |

La OCA expulsó a Irak de los Juegos, mientras que India, Catar e Indonesia se retiraron. El sorteo revisado tuvo lugar pocos días antes de la competición.
| Grupo A       | Grupo B         | Grupo C   | Grupo D        |
| ------------- | --------------- | --------- | -------------- |
| Corea del Sur | Irán            | Kuwait    | Arabia Saudita |
| China         | Corea del Norte | Tailandia | Japón          |
| Singapur      | Malasia         | Yemen     | Bangladés      |
| Pakistán      |                 | Hong Kong |                |

### Resultados

#### Primera fase

##### Grupo A
| Pos. | Equipo        | Pts. | PJ | G | E | P | GF | GC | Dif. |  |
| ---- | ------------- | ---- | -- | - | - | - | -- | -- | ---- |  |
| 1    | Corea del Sur | 9    | 3  | 3 | 0 | 0 | 16 | 0  | +16  |  |
| 2    | China         | 6    | 3  | 2 | 0 | 1 | 8  | 3  | +5   |  |
| 3    | Singapur      | 3    | 3  | 1 | 0 | 2 | 7  | 13 | −6   |  |
| 4    | Pakistán      | 0    | 3  | 0 | 0 | 3 | 1  | 16 | −15  |  |

 Fuente: RSSSF
| 23 de septiembre de 1990, 18:00 | Corea del Sur                                                                                     | 7:0 (1:0) | Singapur | Estadio Xiannongtan, Pekín   |                              |
|                                 | Hong Myung-bo 10' (pen.) · Kim Joo-sung 48', 59' · Ko Jeong-woon 51', 61' · Seo Jung-won 58', 62' | Reporte   |          | Árbitro(s): Omer Al-Mehannah | Árbitro(s): Omer Al-Mehannah |

| 23 de septiembre de 1990 | China                             | 3:0 (1:0) | Pakistán | Estadio Xiannongtan, Pekín |                         |
|                          | Xie Yuxin 15', 46' · Mai Chao 90' | Reporte   |          | Árbitro(s): Kim Jong-mu    | Árbitro(s): Kim Jong-mu |

| 25 de septiembre de 1990 | China                                                               | 5:1 (1:1) | Singapur  | Estadio Fengtai, Pekín       |                              |
|                          | Xie Yuxin 14' · Mai Chao 50' · Wu Qunli 55' · Liu Haiguang 60', 88' | Reporte   | Haron 31' | Árbitro(s): Vichai Charupunt | Árbitro(s): Vichai Charupunt |

| 25 de septiembre de 1990, 20:00 | Corea del Sur                                                                                | 7:0 (2:0) | Pakistán | Estadio Fengtai, Pekín     |                            |
|                                 | Hwang Sun-hong 22', 41', 82' · Kim Sang-ho 47', 51' · Chung Jong-soo 58' · Noh Jung-yoon 77' | Reporte   |          | Árbitro(s): Stephen Ovinis | Árbitro(s): Stephen Ovinis |

| 27 de septiembre de 1990, 20:00 | Corea del Sur         | 2:0 (0:0) | China | Estadio de los Trabajadores, Pekín |                               |
|                                 | Seo Jung-won 57', 75' | Reporte   |       | Árbitro(s): Manouchehr Nazari      | Árbitro(s): Manouchehr Nazari |

| 27 de septiembre de 1990 | Singapur                                                         | 6:1 (4:1) | Pakistán      | Estadio Xiannongtan, Pekín  |                             |
|                          | Tokijan 15' · Ahmad 17' · Sundramoorthy 31', 42', 62' · Noor 78' | Reporte   | Shar. Ali 35' | Árbitro(s): Mohamed Sanhoub | Árbitro(s): Mohamed Sanhoub |

##### Grupo B
| Pos. | Equipo          | Pts. | PJ | G | E | P | GF | GC | Dif. |  |
| ---- | --------------- | ---- | -- | - | - | - | -- | -- | ---- |  |
| 1    | Irán            | 6    | 2  | 2 | 0 | 0 | 5  | 1  | +4   |  |
| 2    | Corea del Norte | 1    | 2  | 0 | 1 | 1 | 1  | 2  | −1   |  |
| 3    | Malasia         | 1    | 2  | 0 | 1 | 1 | 0  | 3  | −3   |  |

 Fuente: RSSSF
| 24 de septiembre de 1990 | Irán                | 3:0 (1:0) | Malasia | Estadio Fengtai, Pekín |                        |
|                          | Pious 31', 54', 78' | Reporte   |         | Árbitro(s): Wei Jihong | Árbitro(s): Wei Jihong |

| 26 de septiembre de 1990 | Corea del Norte | 0:0     | Malasia | Estadio Xiannongtan, Pekín |                          |
|                          |                 | Reporte |         | Árbitro(s): Thomson Chan   | Árbitro(s): Thomson Chan |

| 28 de septiembre de 1990 | Irán                          | 2:1 (0:0) | Corea del Norte  | Estadio Xiannongtan, Pekín  |                             |
|                          | Pious 79' · Shahr. Bayani 90' | Reporte   | Kim Yun-chol 87' | Árbitro(s): Chuang Chin-fan | Árbitro(s): Chuang Chin-fan |

##### Grupo C
| Pos. | Equipo    | Pts. | PJ | G | E | P | GF | GC | Dif. |  |
| ---- | --------- | ---- | -- | - | - | - | -- | -- | ---- |  |
| 1    | Tailandia | 7    | 3  | 2 | 1 | 0 | 4  | 1  | +3   |  |
| 2    | Kuwait    | 4    | 3  | 1 | 1 | 1 | 3  | 3  | 0    |  |
| 3    | Hong Kong | 3    | 3  | 1 | 0 | 2 | 3  | 4  | −1   |  |
| 4    | Yemen     | 2    | 3  | 0 | 2 | 1 | 0  | 2  | −2   |  |

 Fuente: RSSSF
| 23 de septiembre de 1990 | Tailandia | 0:0     | Yemen | Estadio Fengtai, Pekín      |                             |
|                          |           | Reporte |       | Árbitro(s): Chuang Chin-fan | Árbitro(s): Chuang Chin-fan |

| 23 de septiembre de 1990 | Kuwait                    | 2:1 (1:0) | Hong Kong          | Estadio Fengtai, Pekín     |                            |
|                          | Al-Mesnad 12' · Saeed 72' | Reporte   | Chow Chi Shing 67' | Árbitro(s): Kiichiro Tachi | Árbitro(s): Kiichiro Tachi |

| 25 de septiembre de 1990 | Tailandia                      | 2:0 (0:0) | Hong Kong | Estadio Xiannongtan, Pekín    |                               |
|                          | Nounoi 57' · Kijmongkolsak 80' | Reporte   |           | Árbitro(s): Manouchehr Nazari | Árbitro(s): Manouchehr Nazari |

| 25 de septiembre de 1990 | Kuwait | 0:0     | Yemen | Estadio Xiannongtan, Pekín |                           |
|                          |        | Reporte |       | Árbitro(s): Chen Shengcai  | Árbitro(s): Chen Shengcai |

| 27 de septiembre de 1990 | Tailandia                         | 2:1 (2:0) | Kuwait       | Estadio Fengtai, Pekín   |                          |
|                          | Hussain 2' (a.g.) · Changmoon 11' | Reporte   | Al-Enezi 85' | Árbitro(s): Zhong Bohong | Árbitro(s): Zhong Bohong |

| 27 de septiembre de 1990 | Hong Kong                           | 2:0 (2:0) | Yemen | Estadio Xiannongtan, Pekín            |                                       |
|                          | Lai Wing Cheong 6' · Ku Kam Fai 37' | Reporte   |       | Árbitro(s): Badruddin Badhu Badruddin | Árbitro(s): Badruddin Badhu Badruddin |

##### Grupo D
| Pos. | Equipo         | Pts. | PJ | G | E | P | GF | GC | Dif. |  |
| ---- | -------------- | ---- | -- | - | - | - | -- | -- | ---- |  |
| 1    | Arabia Saudita | 6    | 2  | 2 | 0 | 0 | 6  | 0  | +6   |  |
| 2    | Japón          | 3    | 2  | 1 | 0 | 1 | 3  | 2  | +1   |  |
| 3    | Bangladés      | 0    | 2  | 0 | 0 | 2 | 0  | 7  | −7   |  |

 Fuente: RSSSF
| 24 de septiembre de 1990 | Arabia Saudita                                             | 4:0 (2:0) | Bangladés | Estadio Xiannongtan, Pekín |                        |
|                          | Abdulshakoor 11' · Abdullah 12', 80' (pen.) · Al-Bishi 73' | Reporte   |           | Árbitro(s): Robert Lee     | Árbitro(s): Robert Lee |

| 26 de septiembre de 1990 | Japón                                     | 3:0 (2:0) | Bangladés | Estadio Fengtai, Pekín |                        |
|                          | Hashiratani 4' (pen.) · Hasegawa 26', 60' | Reporte   |           | Árbitro(s): Kim In-soo | Árbitro(s): Kim In-soo |

| 28 de septiembre de 1990 | Arabia Saudita                 | 2:0 (1:0) | Japón | Estadio Fengtai, Pekín |                        |
|                          | Al-Bishi 30' · Al-Muwallid 48' | Reporte   |       | Árbitro(s): Kim In-soo | Árbitro(s): Kim In-soo |

#### Fase final

##### Cuadro de desarrollo
|  | Cuartos de final           | Cuartos de final         |                            |       | Semifinales                      | Semifinales                      |  |  | Partido por la medalla de oro | Partido por la medalla de oro |
|  |                            |                          |                            |       |                                  |                                  |  |  |                               |                               |
|  | 1 de octubre – Pekín (BF)  |                          |                            |       |                                  |                                  |  |  |                               |                               |
|  |                            |                          |                            |       |                                  |                                  |  |  |                               |                               |
|  | Corea del Sur              | 1                        |                            |       |                                  |                                  |  |  |                               |                               |
|  | Corea del Sur              | 1                        | 3 de octubre – Pekín (DLT) |       |                                  |                                  |  |  |                               |                               |
|  | Kuwait                     | 0                        |                            |       |                                  |                                  |  |  |                               |                               |
|  | Kuwait                     | 0                        | Corea del Sur              | 0     |                                  |                                  |  |  |                               |                               |
|  | 1 de octubre – Pekín (BF)  |                          | Corea del Sur              | 0     |                                  |                                  |  |  |                               |                               |
|  |                            | Irán (t.s.)              | 1                          |       |                                  |                                  |  |  |                               |                               |
|  | Irán                       | Irán (t.s.)              | 1                          | 1     |                                  |                                  |  |  |                               |                               |
|  | Irán                       |                          | 6 de octubre – Pekín (DLT) | 1     |                                  |                                  |  |  |                               |                               |
|  | Japón                      | 0                        |                            |       |                                  |                                  |  |  |                               |                               |
|  | Japón                      | 0                        | Irán (p)                   | 0 (4) |                                  |                                  |  |  |                               |                               |
|  | 1 de octubre – Pekín (DLT) |                          | Irán (p)                   | 0 (4) |                                  |                                  |  |  |                               |                               |
|  |                            | Corea del Norte          | 0 (1)                      |       |                                  |                                  |  |  |                               |                               |
|  | Tailandia                  | Corea del Norte          | 0 (1)                      | 1     |                                  |                                  |  |  |                               |                               |
|  | Tailandia                  | 3 de octubre – Pekín (X) |                            | 1     |                                  |                                  |  |  |                               |                               |
|  | China                      | 0                        |                            |       |                                  |                                  |  |  |                               |                               |
|  | China                      | 0                        | Tailandia                  | 0     |                                  |                                  |  |  |                               |                               |
|  | 1 de octubre – Pekín (X)   |                          | Tailandia                  | 0     |                                  |                                  |  |  |                               |                               |
|  |                            | Corea del Norte          | 1                          |       | Partido por la medalla de bronce | Partido por la medalla de bronce |  |  |                               |                               |
|  | Arabia Saudita             | Corea del Norte          | 1                          | 0 (3) | Partido por la medalla de bronce | Partido por la medalla de bronce |  |  |                               |                               |
|  | Arabia Saudita             |                          | 5 de octubre – Pekín (X)   | 0 (3) |                                  |                                  |  |  |                               |                               |
|  | Corea del Norte (p)        | 0 (4)                    |                            |       |                                  |                                  |  |  |                               |                               |
|  | Corea del Norte (p)        | 0 (4)                    | Corea del Sur              | 1     |                                  |                                  |  |  |                               |                               |
|  |                            |                          |                            |       |                                  |                                  |  |  |                               |                               |
|  | Tailandia                  | 0                        |                            |       |                                  |                                  |  |  |                               |                               |
|  | Tailandia                  | 0                        |                            |       |                                  |                                  |  |  |                               |                               |

##### Cuartos de final
| 1 de octubre de 1990, 18:00 | Corea del Sur   | 1:0 (0:0) | Kuwait | Estadio Fengtai, Pekín |                        |
|                             | Gu Sang-bum 59' | Reporte   |        | Árbitro(s): Wei Jihong | Árbitro(s): Wei Jihong |

| 1 de octubre de 1990 | Irán       | 1:0 (1:0) | Japón | Estadio Fengtai, Pekín    |                           |
|                      | Marfavi 6' | Reporte   |       | Árbitro(s): Chen Shengcai | Árbitro(s): Chen Shengcai |

| 1 de octubre de 1990 | Tailandia     | 1:0 (0:0) | China | Estadio de los Trabajadores, Pekín |                              |
|                      | Changmoon 51' | Reporte   |       | Árbitro(s): Omer Al-Mehannah       | Árbitro(s): Omer Al-Mehannah |

| 1 de octubre de 1990 | Arabia Saudita | 0:0 (t. s.)(3:4 p.) | Corea del Norte | Estadio Xiannongtan, Pekín |                            |
|                      |                | Reporte             |                 | Árbitro(s): Kiichiro Tachi | Árbitro(s): Kiichiro Tachi |

##### Semifinales
| 3 de octubre de 1990, 19:45 | Corea del Sur | 0:1 (t. s.) | Irán            | Estadio de los Trabajadores, Pekín |                            |
|                             |               | Reporte     | Ghayeghran 107' | Árbitro(s): Kiichiro Tachi         | Árbitro(s): Kiichiro Tachi |

| 3 de octubre de 1990 | Tailandia | 0:1 (0:1) | Corea del Norte | Estadio Xiannongtan, Pekín   |                              |
|                      |           | Reporte   | Yun Jong-su 42' | Árbitro(s): Omer Al-Mehannah | Árbitro(s): Omer Al-Mehannah |

##### Partido por la medalla de bronce
| 5 de octubre de 1990, 19:45 | Corea del Sur    | 1:0 (0:0) | Tailandia | Estadio Xiannongtan, Pekín    |                               |
|                             | Hwangbo Kwan 51' | Reporte   |           | Árbitro(s): Manouchehr Nazari | Árbitro(s): Manouchehr Nazari |

##### Partido por la medalla de oro
| 6 de octubre de 1990 | Irán                                                 | 0:0 (t. s.)(4:1 p.)        | Corea del Norte                              | Estadio de los Trabajadores, Pekín |                           |
|                      |                                                      | Reporte                    |                                              | Árbitro(s): Chen Shengcai          | Árbitro(s): Chen Shengcai |
|                      |                                                      | Tiros desde el punto penal |                                              |                                    |                           |
|                      | Ghayeghran · Ansarifard · Eftekhari · Namjoo-Motlagh |                            | Pang Gwang-chol · Yun Jong-su · Tak Yong-bin |                                    |                           |

|                                 |
| Bandera de Irán                 |
| Campeón invicto Irán 2.º título |

### Posiciones finales
| Pos               | Equipo          | PJ | G | E | P | GF | GC | DG  | Pts |
| ----------------- | --------------- | -- | - | - | - | -- | -- | --- | --- |
| Medalla de oro    | Irán            | 5  | 4 | 1 | 0 | 7  | 1  | +6  | 9   |
| Medalla de plata  | Corea del Norte | 5  | 1 | 3 | 1 | 2  | 2  | 0   | 5   |
| Medalla de bronce | Corea del Sur   | 6  | 5 | 0 | 1 | 18 | 1  | +17 | 10  |
| 4                 | Tailandia       | 6  | 3 | 1 | 2 | 5  | 3  | +2  | 7   |
| 5                 | Arabia Saudita  | 3  | 2 | 1 | 0 | 6  | 0  | +6  | 5   |
| 6                 | China           | 4  | 2 | 0 | 2 | 8  | 4  | +4  | 4   |
| 7                 | Kuwait          | 4  | 1 | 1 | 2 | 3  | 4  | −1  | 3   |
| 8                 | Japón           | 3  | 1 | 0 | 2 | 3  | 3  | 0   | 2   |
| 9                 | Hong Kong       | 3  | 1 | 0 | 2 | 3  | 4  | −1  | 2   |
| 10                | Yemen           | 3  | 0 | 2 | 1 | 0  | 2  | −2  | 2   |
| 11                | Singapur        | 3  | 1 | 0 | 2 | 7  | 13 | −6  | 2   |
| 12                | Malasia         | 2  | 0 | 1 | 1 | 0  | 3  | −3  | 1   |
| 13                | Bangladés       | 2  | 0 | 0 | 2 | 0  | 7  | −7  | 0   |
| 14                | Pakistán        | 3  | 0 | 0 | 3 | 1  | 16 | −15 | 0   |

| Predecesor: Seúl 1986 | Fútbol masculino en los Juegos Asiáticos Pekín 1990 | Sucesor: Hiroshima 1994 |

## Mujeres

### Equipos participantes
En cursiva, los debutantes en fútbol femenino en los Juegos Asiáticos.
| Equipos participantes | Equipos participantes | Equipos participantes | Equipos participantes |
| --------------------- | --------------------- | --------------------- | --------------------- |
| China                 | Corea del Norte       | Filipinas             | Japón                 |
| China Taipéi          | Corea del Sur         | Hong Kong             | Tailandia             |

El sorteo arrojó los siguientes emparejamientos:
| Grupo A         | Grupo B       |
| --------------- | ------------- |
| China           | China Taipéi  |
| Hong Kong       | Japón         |
| Corea del Norte | Corea del Sur |
| Filipinas       | Tailandia     |

Sin embargo, como Tailandia y Filipinas se retiraron, los equipos restantes jugaron en una competencia de todos contra todos.

### Resultados
| Pos. | Equipo          | Pts. | PJ | G | E | P | GF | GC | Dif. |
| ---- | --------------- | ---- | -- | - | - | - | -- | -- | ---- |
| 1    | China           | 15   | 5  | 5 | 0 | 0 | 26 | 0  | +26  |
| 2    | Japón           | 10   | 5  | 3 | 1 | 1 | 17 | 8  | +9   |
| 3    | Corea del Norte | 8    | 5  | 2 | 2 | 1 | 19 | 3  | +16  |
| 4    | China Taipéi    | 7    | 5  | 2 | 1 | 2 | 13 | 4  | +9   |
| 5    | Corea del Sur   | 3    | 5  | 1 | 0 | 4 | 2  | 30 | −28  |
| 6    | Hong Kong       | 0    | 5  | 0 | 0 | 5 | 0  | 32 | −32  |

 Fuente: RSSSF
| 27 de septiembre de 1990 | Hong Kong | 0:5     | China Taipéi | Estadio desconocido, Pekín |  |
|                          |           | Reporte | N/D          |                            |  |

| 27 de septiembre de 1990 | Corea del Norte | 7:0     | Corea del Sur | Estadio desconocido, Pekín |  |
|                          | N/D             | Reporte |               |                            |  |

| 27 de septiembre de 1990 | China | 5:0     | Japón | Estadio Haidian, Pekín |  |
|                          | N/D   | Reporte |       |                        |  |

| 29 de septiembre de 1990 | Corea del Norte | 0:0     | China Taipéi | Estadio desconocido, Pekín |  |
|                          |                 | Reporte |              |                            |  |

| 29 de septiembre de 1990 | Japón | 8:1     | Corea del Sur | Estadio Haidian, Pekín |  |
|                          | N/D   | Reporte | N/D           |                        |  |

| 29 de septiembre de 1990 | China | 10:0    | Hong Kong | Estadio desconocido, Pekín |  |
|                          | N/D   | Reporte |           |                            |  |

| 1 de octubre de 1990 | Hong Kong | 0:5     | Japón | Estadio Shijingshan, Pekín |  |
|                      |           | Reporte | N/D   |                            |  |

| 1 de octubre de 1990 | China | 2:0     | Corea del Norte | Estadio desconocido, Pekín |  |
|                      | N/D   | Reporte |                 |                            |  |

| 1 de octubre de 1990 | Corea del Sur | 0:7     | China Taipéi | Estadio desconocido, Pekín |  |
|                      |               | Reporte | N/D          |                            |  |

| 3 de octubre de 1990 | China Taipéi | 1:3     | Japón | Estadio Haidian, Pekín |  |
|                      | N/D          | Reporte | N/D   |                        |  |

| 3 de octubre de 1990 | China | 8:0     | Corea del Sur | Estadio desconocido, Pekín |  |
|                      | N/D   | Reporte |               |                            |  |

| 3 de octubre de 1990 | Corea del Norte | 11:0    | Hong Kong | Estadio desconocido, Pekín |  |
|                      | N/D             | Reporte |           |                            |  |

| 6 de octubre de 1990 | Japón | 1:1     | Corea del Norte | Estadio Shijingshan, Pekín |  |
|                      | N/D   | Reporte | N/D             |                            |  |

| 6 de octubre de 1990 | Hong Kong | 0:1     | Corea del Sur | Estadio desconocido, Pekín |  |
|                      |           | Reporte | N/D           |                            |  |

| 6 de octubre de 1990 | China | 1:0     | China Taipéi | Estadio desconocido, Pekín |  |
|                      | N/D   | Reporte |              |                            |  |

|                                       |
| Bandera de la República Popular China |
| Campeón invicto China 1.er título     |

### Posiciones finales
| Pos               | Equipo          | PJ | G | E | P | GF | GC | DG  | Pts |
| ----------------- | --------------- | -- | - | - | - | -- | -- | --- | --- |
| Medalla de oro    | China           | 5  | 5 | 0 | 0 | 26 | 0  | +26 | 10  |
| Medalla de plata  | Japón           | 5  | 3 | 1 | 1 | 17 | 8  | +9  | 7   |
| Medalla de bronce | Corea del Norte | 5  | 2 | 2 | 1 | 19 | 3  | +16 | 6   |
| 4                 | China Taipéi    | 5  | 2 | 1 | 2 | 13 | 4  | +9  | 5   |
| 5                 | Corea del Sur   | 5  | 1 | 0 | 4 | 2  | 30 | −28 | 2   |
| 6                 | Hong Kong       | 5  | 0 | 0 | 5 | 0  | 32 | −32 | 0   |

| Predecesor: No tiene | Fútbol femenino en los Juegos Asiáticos Pekín 1990 | Sucesor: Hiroshima 1994 |